# Schwarzenburg BE
| BE ist das Kürzel für den Kanton Bern in der Schweiz. Es wird verwendet, um Verwechslungen mit anderen Einträgen des Namens Schwarzenburg zu vermeiden. |

Schwarzenburg ist eine Einwohnergemeinde im Schweizer Kanton Bern. Sie entstand am 1. Januar 2011 aus der Fusion der Gemeinden Wahlern und Albligen und gehört zum Verwaltungskreis Bern-Mittelland.
Der Ort ist heute das wirtschaftliche und kulturelle Zentrum der gleichnamigen Gemeinde. Hier befinden sich die Sekundar- und Realschule für das ehemalige Amt Schwarzenburg.
Von alters her ist Schwarzenburg auch ein Etappenort des Jakobswegs von (Einsiedeln)–Rüeggisberg–Freiburg–(Romont).
Der Scherzname im Berndeutschen lautet Blackbury.

## Geschichte

Luftbild aus 300 m von Walter Mittelholzer (1925)

Die Gemeinde Schwarzenburg entstand auf den 1. Januar 2011 durch die Fusion der vormals unabhängigen Gemeinden Albligen und Wahlern.

### Postgeschichte
1841 wurde in Schwarzenburg die erste Postablage unter kantonaler Postregie errichtet. Damals bekam der Ablagehalter ein Jahresgehalt von 25 Fr. Der erste Pferdepostkurs Bern–Schwarzenburg wurde 1851 in Betrieb genommen. Anfang des Jahres 1907 wurde die Bahnlinie Bern–Schwarzenburg eröffnet. Ende des Jahres 1907 wurde die Postablage zu einem Postbüro umfunktioniert.

## Bevölkerung
Mit 6775 Einwohnern, davon 6,8 % Ausländer (Stand 31. Dezember 2023), gehört Schwarzenburg zu den mittelgrossen Gemeinden des Kantons Bern.

## Politik
Der 7-köpfige Gemeinderat ist die Exekutive Schwarzenburgs. Er ist für die Legislaturperiode 2021–2024 wie folgt zusammengesetzt: 2 SVP, 1 Grüner, 2 SP, 1 EVP, 1 KMU/Gewerbe. Gemeindepräsident ist seit 2021 Urs Rohrbach (Grüne, Stand 2024).
Bei den Nationalratswahlen 2023 betrugen die Wähleranteile in Schwarzenburg (in Klammern die Veränderung im Vergleich zu den Wahlen 2019 in Prozentpunkten): SVP 39,77 % (+1,44), SP 17,48 % (+1,55), Mitte 9,79 % (+0,50), Grüne 8,80 % (−2,57), glp 8,16 % (+0,87), FDP 5,43 % (−1,25), EVP 3,23 % (−0,04), EDU 3,02 % (+0,58), Aufrecht 2,3 % (+2,3), Weitere 2,02 % (−3,08).

## Verkehr
Schwarzenburg liegt verkehrsgünstiger als der Ort Wahlern, der erhöht nordöstlich von Schwarzenburg liegt.
Von alters her ist Schwarzenburg auch ein Etappenort des Jakobswegs von (Einsiedeln)–Rüeggisberg–Freiburg–(Romont). Diesem Weg folgend entstand auch eine Hauptstrasse Nr. 183 von Freiburg über St. Antoni und Riggisberg nach Kirchenthurnen, die in Schwarzenburg auf die von Bern herführende Hauptstrasse Nr. 232 trifft.
In Schwarzenburg endet auch die am 1. Juni 1907 von der Bern-Schwarzenburg-Bahn eröffnete Bahnstrecke Bern Fischermätteli–Schwarzenburg, die für Schwarzenburg einen wirtschaftlichen Aufschwung brachte. 2007 nutzen werktags 2100 Einsteiger den Bahnhof Schwarzenburg, der von der BLS AG durch die Linie S6 der S-Bahn Bern im Halbstunden-Takt bedient wird.
Eine langfristige Vision ist die Weiterführung der RBS, die im Bereich des Bahnhofs Bern gegenwärtig umgebaut wird und von wo aus eine entsprechende Verlängerung bis Köniz und Schwarzenburg möglich wäre. Diese soll von Köniz oberirdisch weiter nach Schwarzenburg führen. Die Strecke sei bereits für eine Meterspur trassiert. Laut einer Studie des Kantons Bern würde das Kosten von 1,3 Milliarden Franken mit sich bringen, was nicht gerechtfertigt sei.

## Sehenswürdigkeiten
- Schloss Schwarzenburg
- Burgruine Grasburg

## Eidgenössisches Ausbildungszentrum Schwarzenburg (EAZS)
In Schwarzenburg betreibt das Bundesamt für Bevölkerungsschutz das Eidgenössische Ausbildungszentrum Schwarzenburg, kurz EAZS. Unter anderem werden im EAZS Lehrgänge zum Thema Nationales Bündelfunknetz der Schweiz im Kompetenzzentrum Ausbildung Polycom (KAP) angeboten.

## Persönlichkeiten
- Matthias Aebischer (* 1967), Journalist, Moderator und Politiker (SP)
- Alfred Glaus (1890–1971), Maler, Grafiker und Gründer der Kunstsammlung Thun
- Sarah Gabi Schönenberger (* 1978), Grossrätin (SP)
- Albin Vifian (1889–1985), Kunstmaler

## Bilder

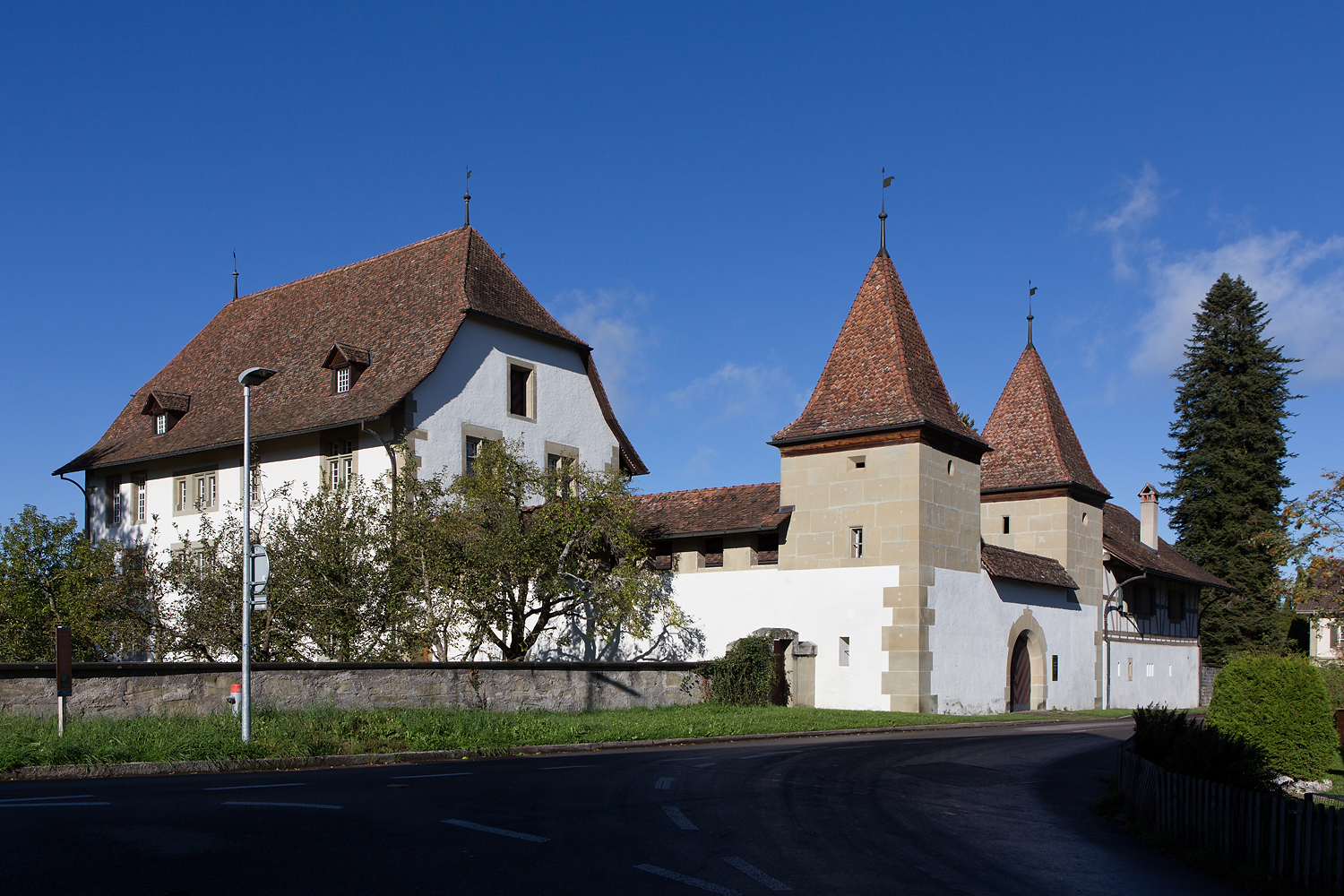
Schloss
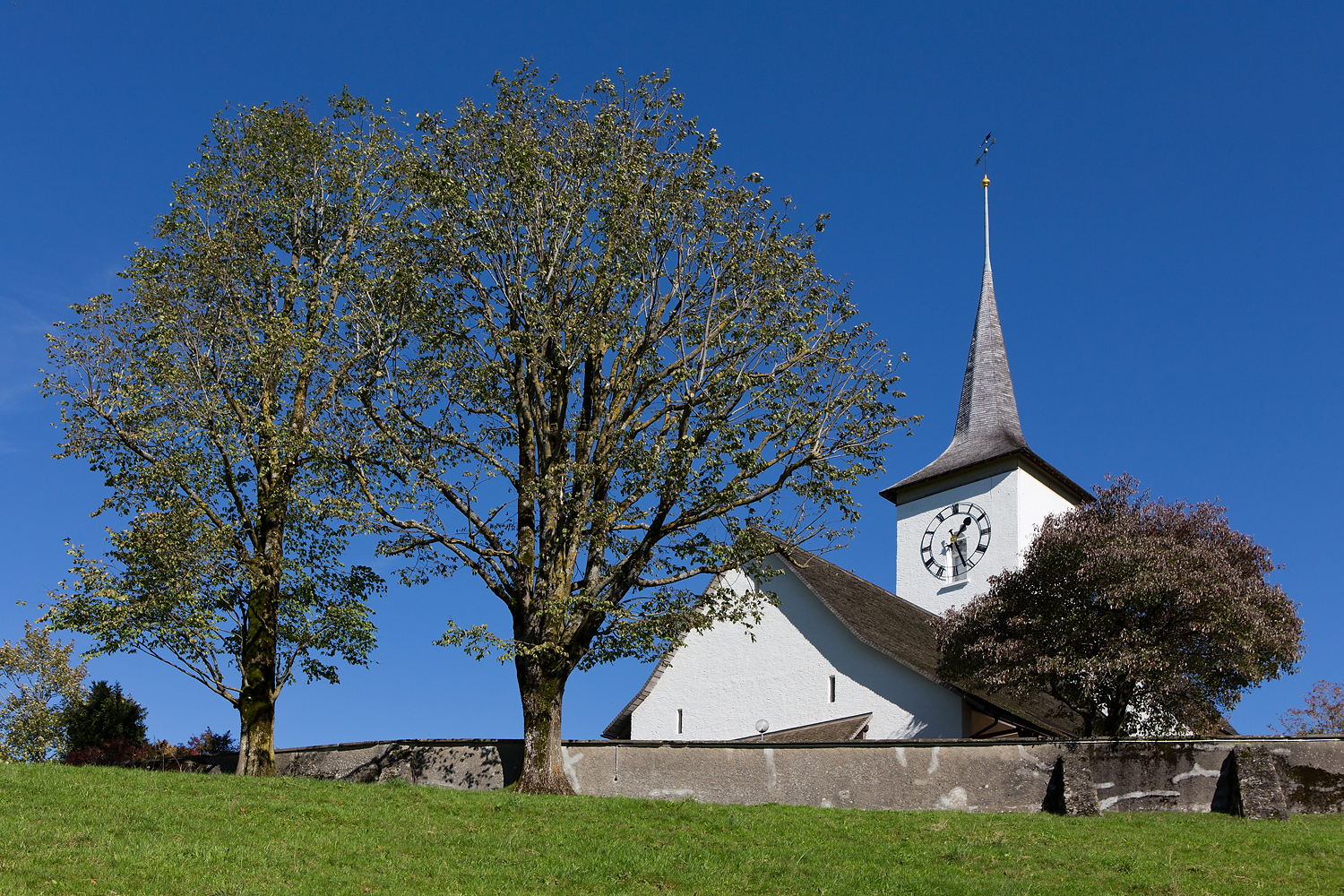
Kirche von Wahlern
Bahnhof BLS
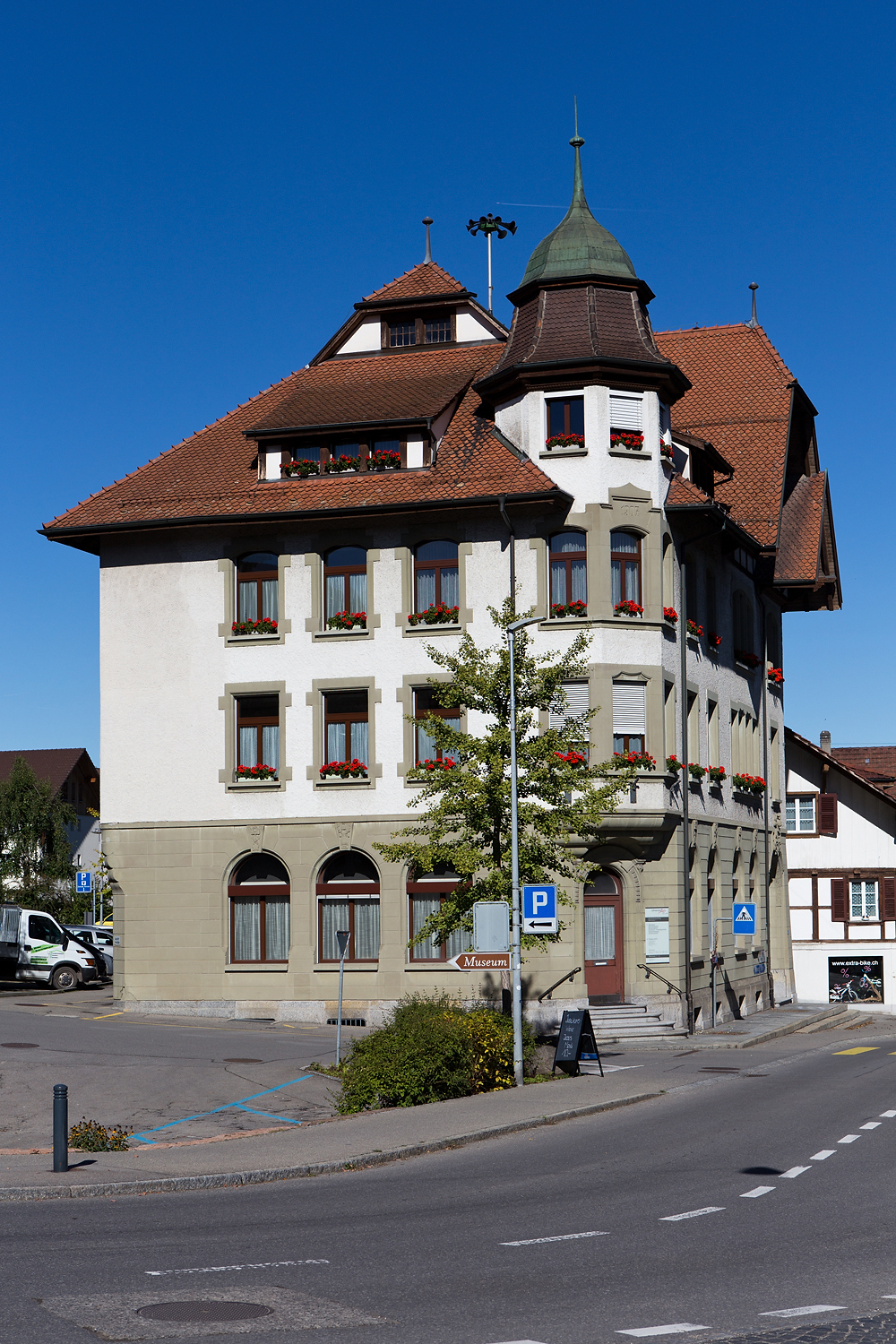
Gemeindeverwaltung
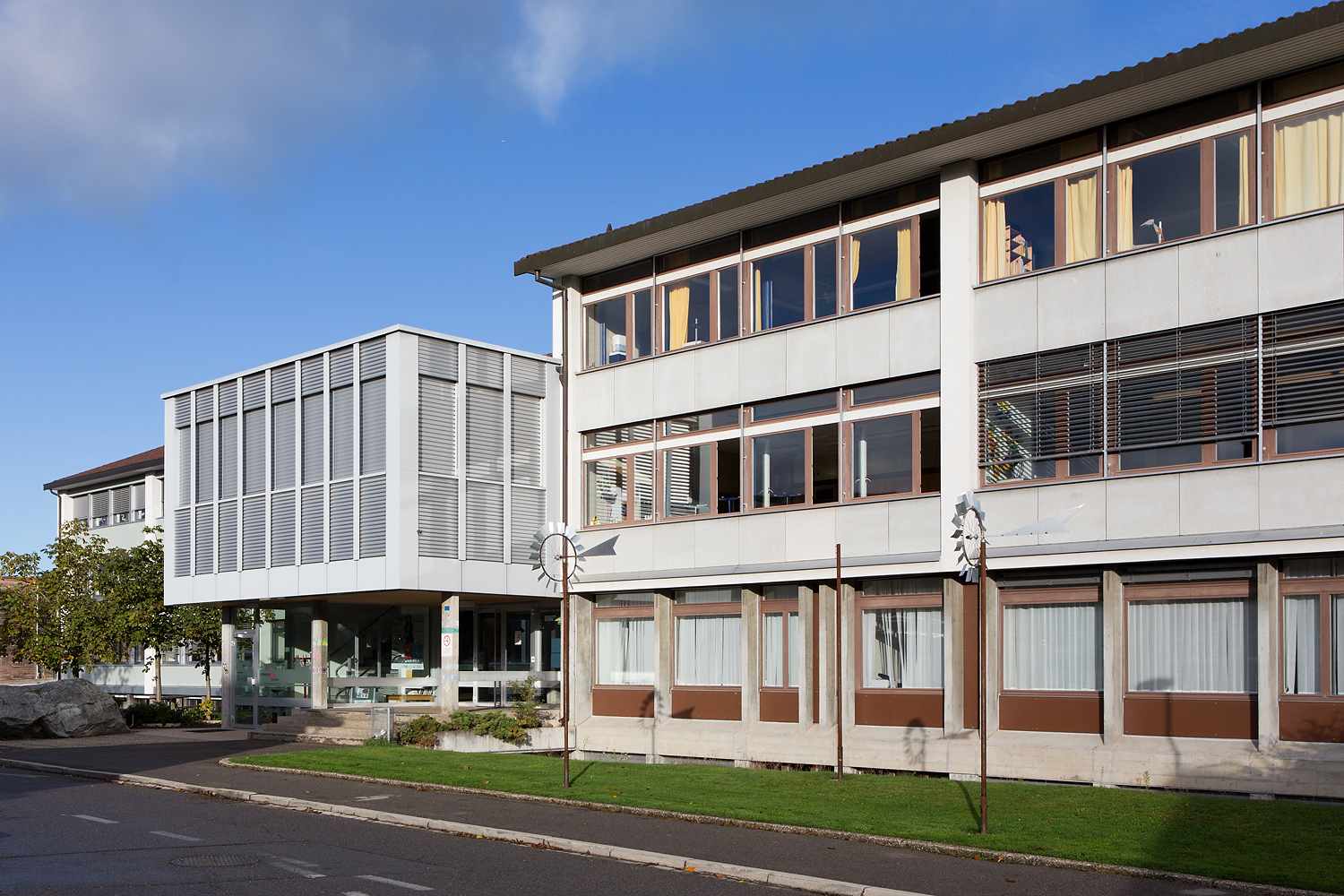
Oberstufenzentrum
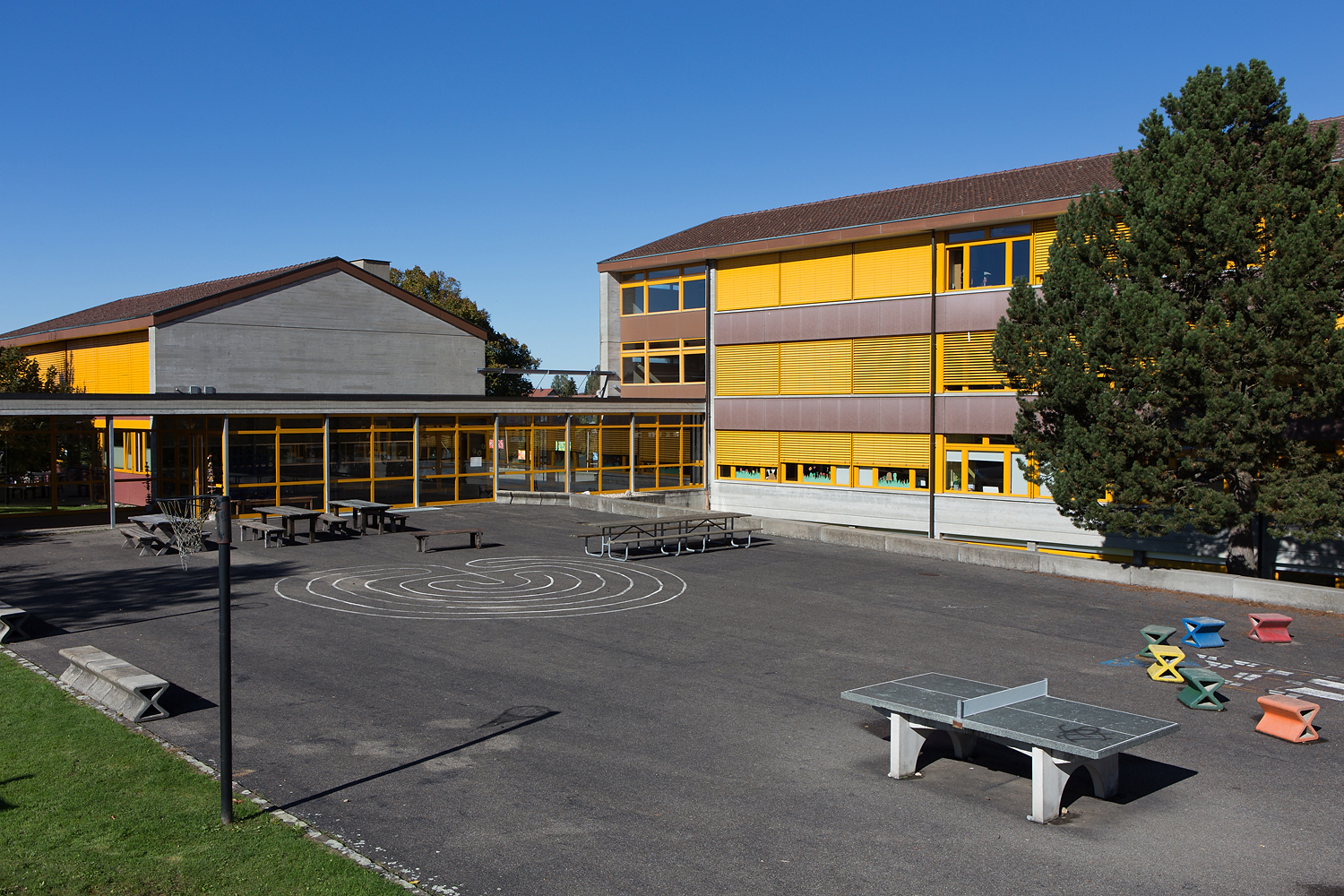
Primarschulhaus Thunstrasse
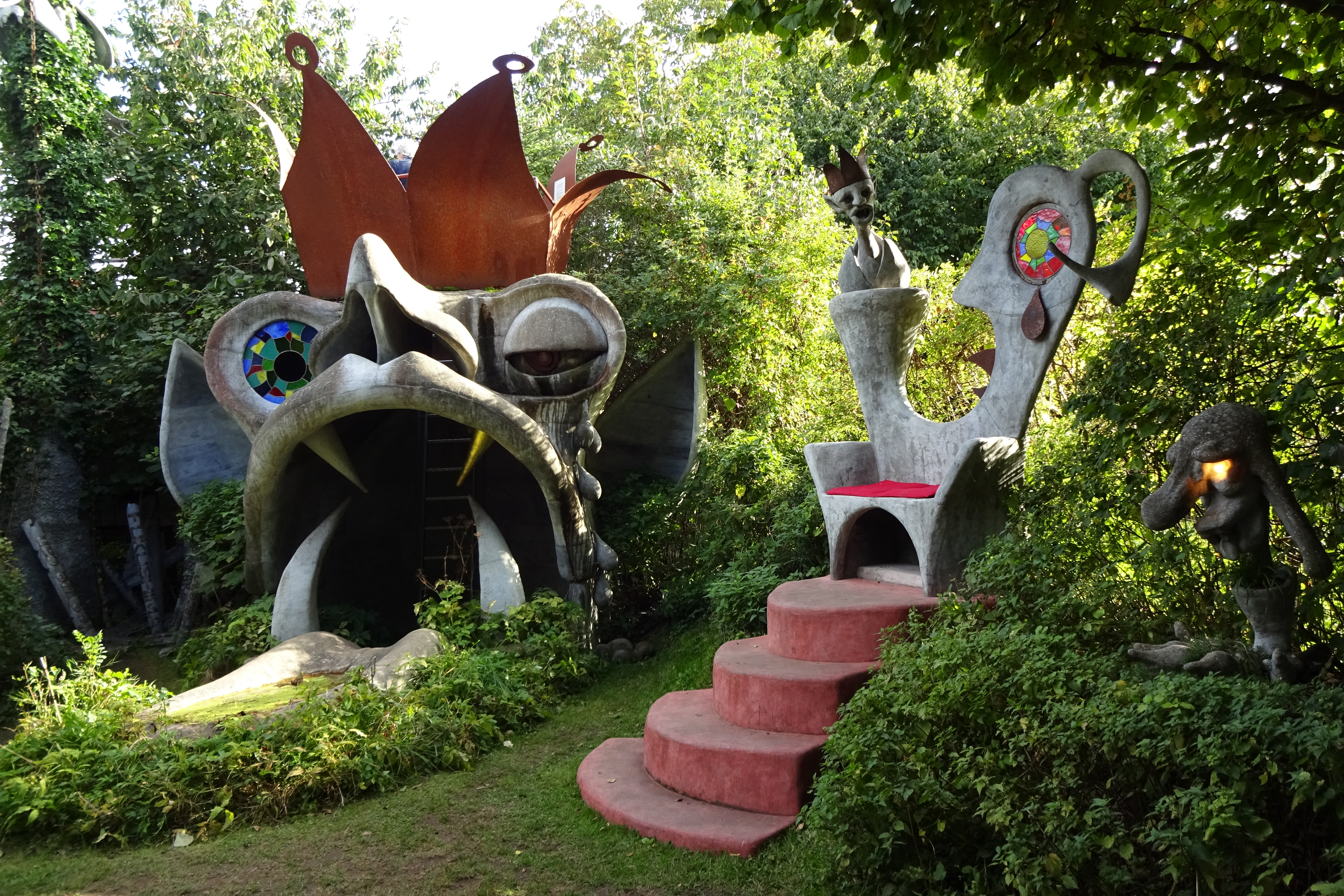
Gnomengarten Schwarzenburg: Gartenkönig «Pluto» von Jürg-Ulrich Ernst (2016 abgebrochen)
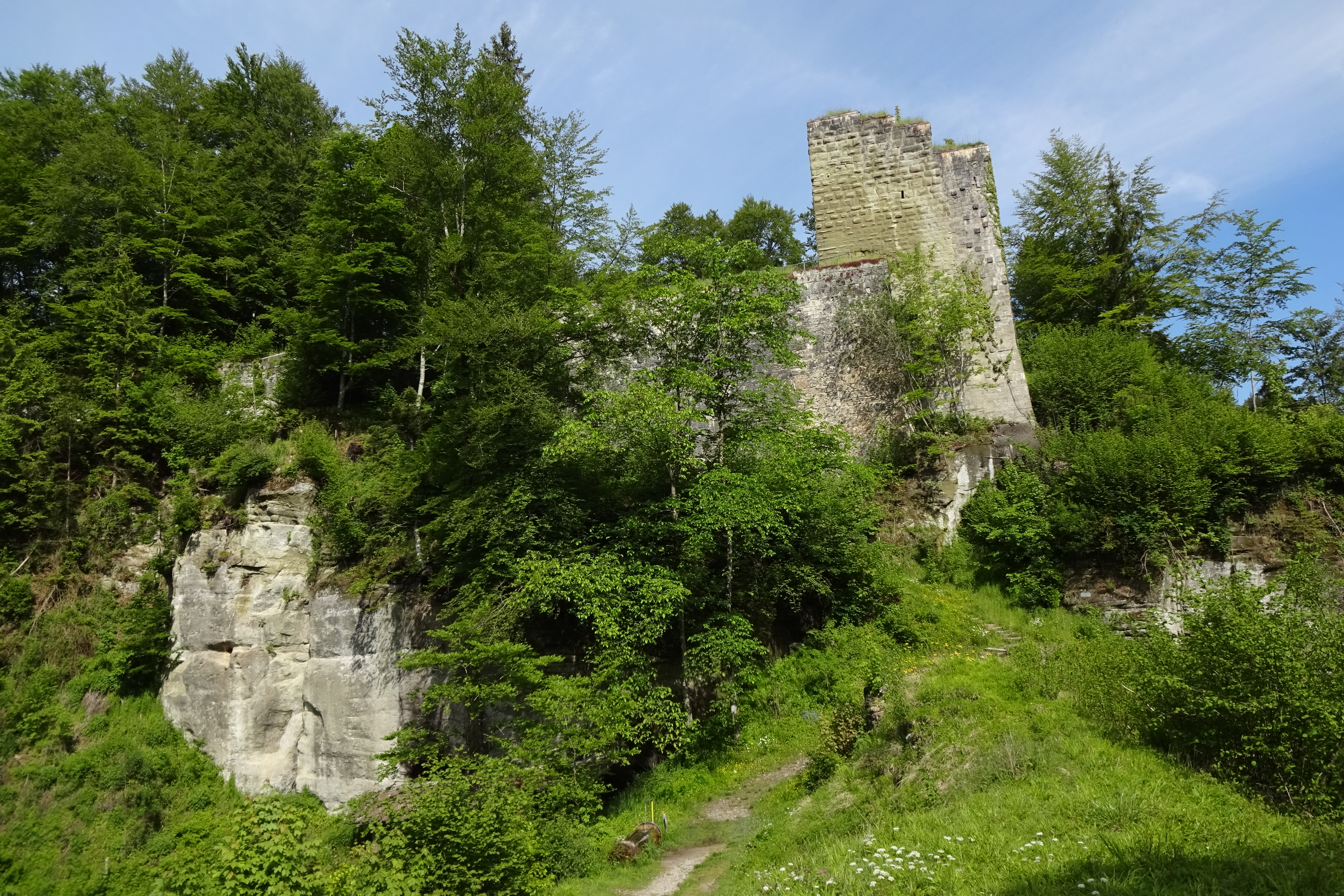
Burgruine Grasburg: Vorderburg: Gesamtanlage mit Wohnturm von Südosten